# Hvid Magt
Hvid Magt er en dansk dokumentarfilm fra 1985, der er instrueret af Henrik Wadt Thomsen.

## Handling
En historie om hvordan white power-bevægelsens afskyeligheder fungerer i den hverdag, alle er omgivet af.